# 科索沃地理
科索沃是位於歐洲巴爾幹半島地區的國家。國土面積10908平方公里，人口約有200萬。全年溫差較大，夏季溫暖冬季則寒冷多雪。科索沃境內主要有兩個平原。科索沃地形多山，最高峰是Đeravica山，位於科索沃西南部，毗鄰阿爾巴尼亞。科索沃境內有數個較大的湖泊。2008年2月17日，科索沃宣佈從塞爾維亞獨立，然而未能在國際社會得到廣泛承認。